# 罗济
罗济（1931年—），男，湖南衡阳人，中国天主教人物，曾任湖南省天主教教务委员会副主任，第七、八届全国政协委员。